# Abbazia di Santa Maria di Fulda
L'abbazia di Santa Maria di Fulda è un'abbazia benedettina situata presso la città di Fulda, in Germania. Dipendeva anticamente dall'abbazia di Fulda.

## Storia
L'abbazia di Santa Maria di Fulda venne fondata nel 1626. I primi decenni della sua storia furono particolarmente travagliati come risultato della guerra dei trent'anni: le suore che la abitavano dovettero più volte abbandonare l'abbazia a causa delle continue razzie delle truppe nemiche.
Il monastero riuscì ad evitare la dissoluzione nel 1802 convertendosi in scuola per ragazze. Nel corso della Kulturkampf, le suore vennero esiliate in Francia dal 1875 al 1887. Nel 1898, il monastero venne elevato allo status di abbazia per decreto di papa Leone XIII. Nel 1942 ancora una volta l'istituzione riuscì ad evitare la propria dissoluzione, offrendo liberamente i propri spazi alla Wehrmacht.
Già inserita nella Congregazione di Beuron, dal 1982 l'abbazia divenne finalmente parte a tutti gli effetti della confederazione benedettina. Ancora oggi l'abbazia ospita una comunità di monache benedettine.